# Spilosoma rishiriensis
Spilosoma rishiriensis är en fjärilsart som beskrevs av Matsumura 1930. Spilosoma rishiriensis ingår i släktet Spilosoma och familjen björnspinnare. Inga underarter finns listade i Catalogue of Life.